# Bombylius erectus
Bombylius erectus är en tvåvingeart som beskrevs av Enrico Adelelmo Brunetti 1909. Bombylius erectus ingår i släktet Bombylius och familjen svävflugor. Inga underarter finns listade i Catalogue of Life.